# Tsukigime Otoko Tomodachi
Tsukigime Otoko Tomodachi (月極オトコトモダチ) è un film del 2018 diretto da Mayu Akiyama.
La pellicola è stata presentata al Tokyo International Film Festival nella sezione Japanese cinema splash.
Internazionalmente è noto anche con il titolo Rent a Friend.

## Trama
Nasa e Yuri sono redattrici di una rivista online e una sera in un locale, la seconda viene approcciata da un tale che si è servito di un amico per rompere il ghiaccio. Così Nasa resta con questo ragazzo, Yanase, che svela due cose che la incuriosiscono personalmente e professionalmente. Yanase quella sera sta lavorando come "amico in affitto", una persona di cui ci si può servire per avere compagnia. Il ragazzo afferma poi di essere in grado di attivare o disattivare la capacità di farsi coinvolgere sentimentalmente dall'altro sesso. Lasciando intendere che quando lavora è sempre in modalità "spento".
Nasa è affascinata da Yanase e, dopo averlo affittato per un'ora, ne rimane soddisfatta. Ha così anche una storia da raccontare sul web che, in breve, appassiona i lettori, spingendo la sua principale a convincerla ad insistere nei suoi "incontri a pagamento". Yanase è un musicista e un giorno, accompagnando a casa Nasa, in preda ad una brutta sfreddatura, incrocia la compagna di stanza di lei, Ono, cantante. L'interesse comune per la musica fa sì che i due leghino subito, dando avvio ad una collaborazione molto produttiva.
Nasa è poi indotta dalla sua principale a testare cosa succede a passare una notte con il proprio amico in affitto. Anche lei è curiosa ma ha paura di spingersi troppo oltre in quella che pare essere già una bella amicizia. Restata a casa di Yanase per la notte, con una scusa, Nasa scopre che lui sa della rubrica che lei tiene sul web. La ragazza è mortificata ma questo non impedisce ai due di "provarsi a vicenda" dandosi un bacio. La cosa piace a entrambi, ma Nasa però poi scappa ritenendo di aver fatto un passo falso.
La gelosia che le mostra, convince Ono che Nasa ami Yanase. Lei nega ma anche la collega Yuri trova che lei stia molto peggio da quando non frequenta più il suo amico. Così proprio Yuri trova una scusa per riavvicinare i due, e proprio quando Nasa sta per mollare, gelosa di Ono, quest'ultima si defila, aprendo la strada a quella che sembra a tutti una nascente storia d'amore.
Nasa scrive così le parole della canzone che Yanase ha musicato e che Ono canterà. Mettendo la propria recente esperienza nel testo della canzone, Nasa tocca i sentimenti di Yanase che dimentica i contratti di affitto e gli interruttori dei sentimenti e le chiede se vuole essere la sua ragazza.

## Produzione
Per il suo primo lungometraggio, Mayu Akiyama, precedentemente impiegata nel mondo della moda, avuta l'idea della storia, prima di stendere la sceneggiatura ha provato personalmente l'esperienza di prendere un amico in affitto, attività realmente esercitata in Giappone. 

## Riconoscimenti
La pellicola ha ottenuto quattro premi tra cui il Grand Prix nella categoria lungometraggi al festival di musica per film "MOOSIC LAB" 2018.